# Sony Rolly
Rolly（ローリー）とはソニーが開発した小型音楽プレーヤーである。
今までの単なる音楽再生機とは違い、音楽に合わせて光り動くというロボットとしての機能が一番の特徴である。名前は「Rolling」と「Friendly」の合成語。型番号の「SEP」は「Sound Entertainment Player」の略。開発主任はオーディオ事業本部 新規ビジネス商品部 2課統括課長大口伸彦。

## 仕様
- 2007年9月29日ホワイト発売。2008年4月19日ブラック発売 SEP-10BT 内蔵メモリー1GB 実売価格3万9800円。
- 2008年発売 SEP-30BT（アメリカ仕様） 内蔵メモリー2GB

卵形の本体にはボタン類がほとんどない代わりに加速度感知器等が備えられており、選曲や音量は本体の車輪を回す、本体を前後に押し引きする、本体を振るという直感的な方法で調節する。家庭内での利用を想定したスピーカーであるため、イヤホン端子はない。Bluetooth対応。

### 動作
- 付属の「Motion Editor」というアプリケーションでモーションを作成すれば、利用者が組んだ通りの動き・光り方をさせられる。
- モーションデータはモーションパーク等で他の利用者と共有できる。上野動物園等他企業が開発したモーションも配布されている。
- モーションパークで配布したモーション経由で誰かがそのモーションに合った曲を買った場合、ソニーポイントがモーションの作者に還元される。
- モーションはボタンをダブルクリックした時に流れた曲が流れ終わるまでの間のみに実行され、仮にモーションと対応させた曲が連続で再生されても、モーションは連続して実行されない。
- 再生出来るモーションは最長7分まで[2]。
- 特定の時刻に音楽を再生するという命令も実行させられるが、この機能はモーションと同時には実行不可能であり、ナンダクロッキーのような動く目覚まし時計という使い方は出来ない。
- 本製品はあくまでスピーカーであり、モーションはおまけという位置付けである[3]。

## 広告
- パソコンを必須とする製品であるため、広告はインターネット向けに限定していた。
- ティザー広告で注目を集めたが、広告から予想されていた新型ウォークマン的な製品ではなかったため、戸惑いを覚えた消費者も多かった。
  - 本製品が2007年8月20日に部分発表され2007年9月10日に正式発表される間の2007年9月6日にAppleからiPod touchが発表されたため、余計に携帯音楽プレーヤーとして比較されやすかった。
- 2007年11月26日、同社の製品であるプレイステーション3向けに配信されている『トロ・ステーション 383回 コロンとした子がやって来た』で本製品が紹介され『まいにちいっしょ』にてRollyの3Dオブジェクトが部屋に飾れるようになった。
- 発売2ヵ月後の時点では消費者の認知度は低く、意識調査では74.4%が「まったく知らない」と回答している[4]。

## 関連商品
- AIBO（そもそもはAIBOの技術を活かそうとして本製品の開発が始まった）
- QRIO（踊る機能を備えたロボット）
- Q.taro（音楽に合わせて動く球形ロボット。開発者も別で本製品とは関係ない。2002年3月27日発表）
- ROB-1（Bluetoothで操作される球形ロボット　ソニー・エリクソン・モバイルコミュニケーションズ製　2005年3月発表）

### 類似商品
- フラワーロック（タカラ　1988年12月発売）
- miuro（ゼットエムピー　2006年12月発売）
  - Rollyは発表当初からmiuroとの『音楽に合わせて動く二輪スピーカー』という共通点が指摘されていた。
- i-spin（セガトイズ　2008年3月27日発売）
- ハロ (ガンダムシリーズ)
- コミックROLLY（ソニー・ミュージックエンタテインメントが2023年8月1日に配信を開始した電子書籍アプリケーション。名称は流れる、巻き物、役割に由来し本機とは同じながら無関係。）